# La Houblonnière
La Houblonnière – miejscowość i gmina we Francji, w regionie Normandia, w departamencie Calvados.
Według danych na rok 1990 gminę zamieszkiwało 211 osób, a gęstość zaludnienia wynosiła 30 osób/km² (wśród 1815 gmin Dolnej Normandii La Houblonnière plasuje się na 675. miejscu pod względem liczby ludności, natomiast pod względem powierzchni na miejscu 714.).